# Gipsy Kings
«Gipsy Kings» — французький музичний гурт іспано-циганського походження, який грає у стилі фламенко. Назва групи обігрує національність і прізвище засновників, циган з династії Реєс (буквальний переклад прізвища — «королі»).

## Походження і створення гурту
В роки трагічної Іспанської громадянської війни 1936–1939 років з країни почалася вимушена еміграція. Серед тих, хто покидав Іспанію, були і родини циган. Так вони опинилися в південній Франції, де й оселилися. Деяка ізольованість у чужому культурному оточенні сприяла збереженню іспанських музичних і мовних традицій у Франції. Звідси іспанська мова у французького на цей час музичного гурту.

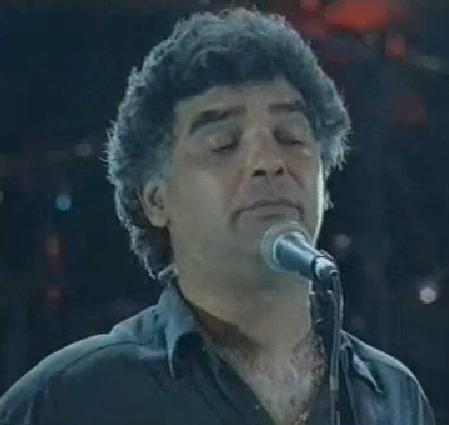
Ніколас Реєс

В кінці 1970-х, у містечку Арль на півдні Франції, відомий виконавець фламенко Хосе Реєс, разом із синами Ніколасом і Андре, і шурином Чіко Бучікхі створили музичну групу. Тоді, 1979 року, група отримала назву «Los Reyes» (переклад з іспанської — «королі», обігрувалося значення прізвища засновників) і певний час грала на місцевих сценах. Шанувальникам подобався їх стиль іспанської гітари, романтичний і запальний. Після смерті Хосе Реєса у колектив прийшов віртуозний токаор Тоні Бальярдо разом із своїми братами Морісом і Пако. Невдовзі до склад групи увійшли Діего Бальярдо, Пабло і Пачай Реєс, Кану Рэйес замінив Боучікхі, котрий пішов у нову групу «Chico & the Gipsy».

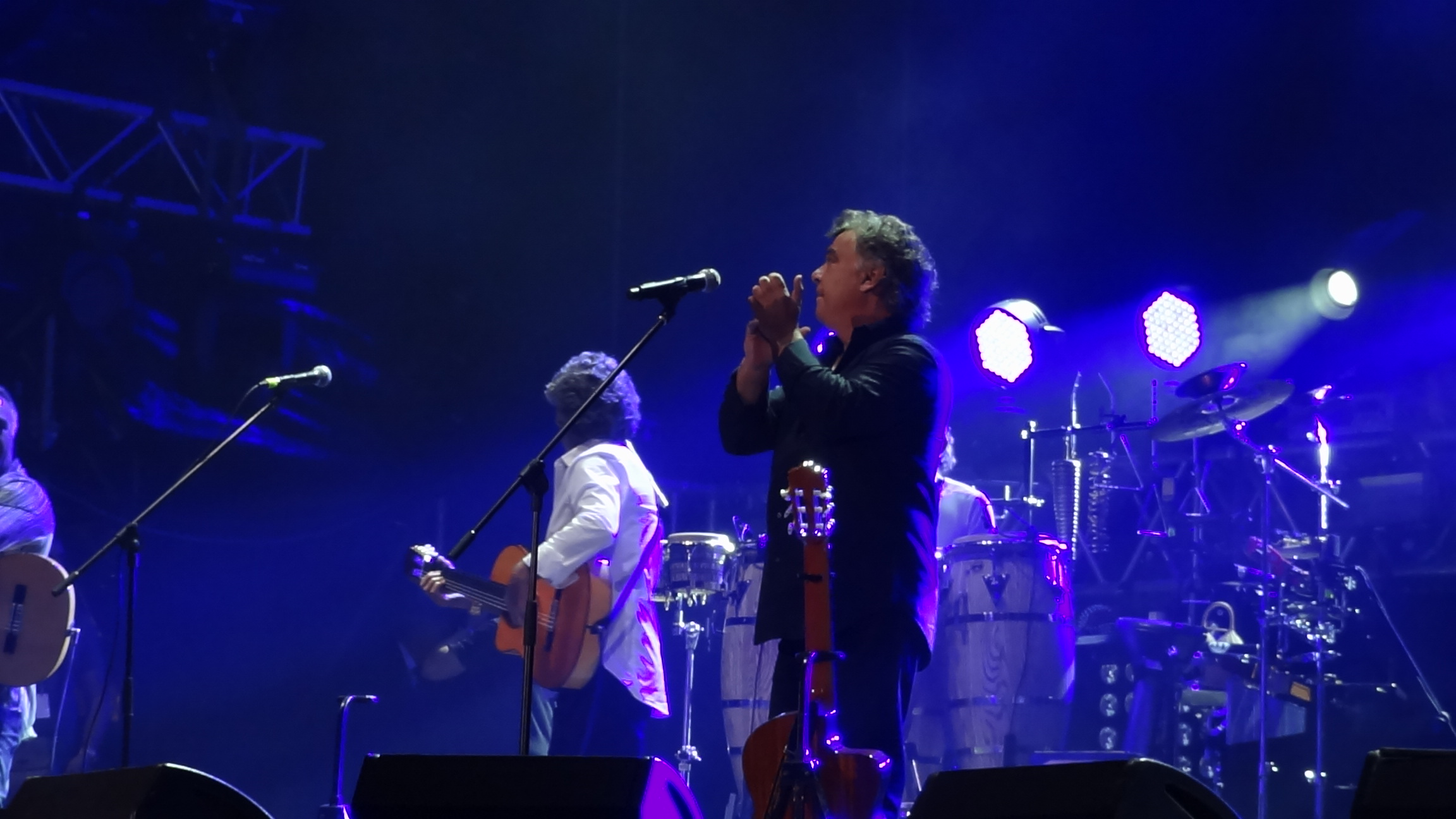
«Gipsy Kings», 2012

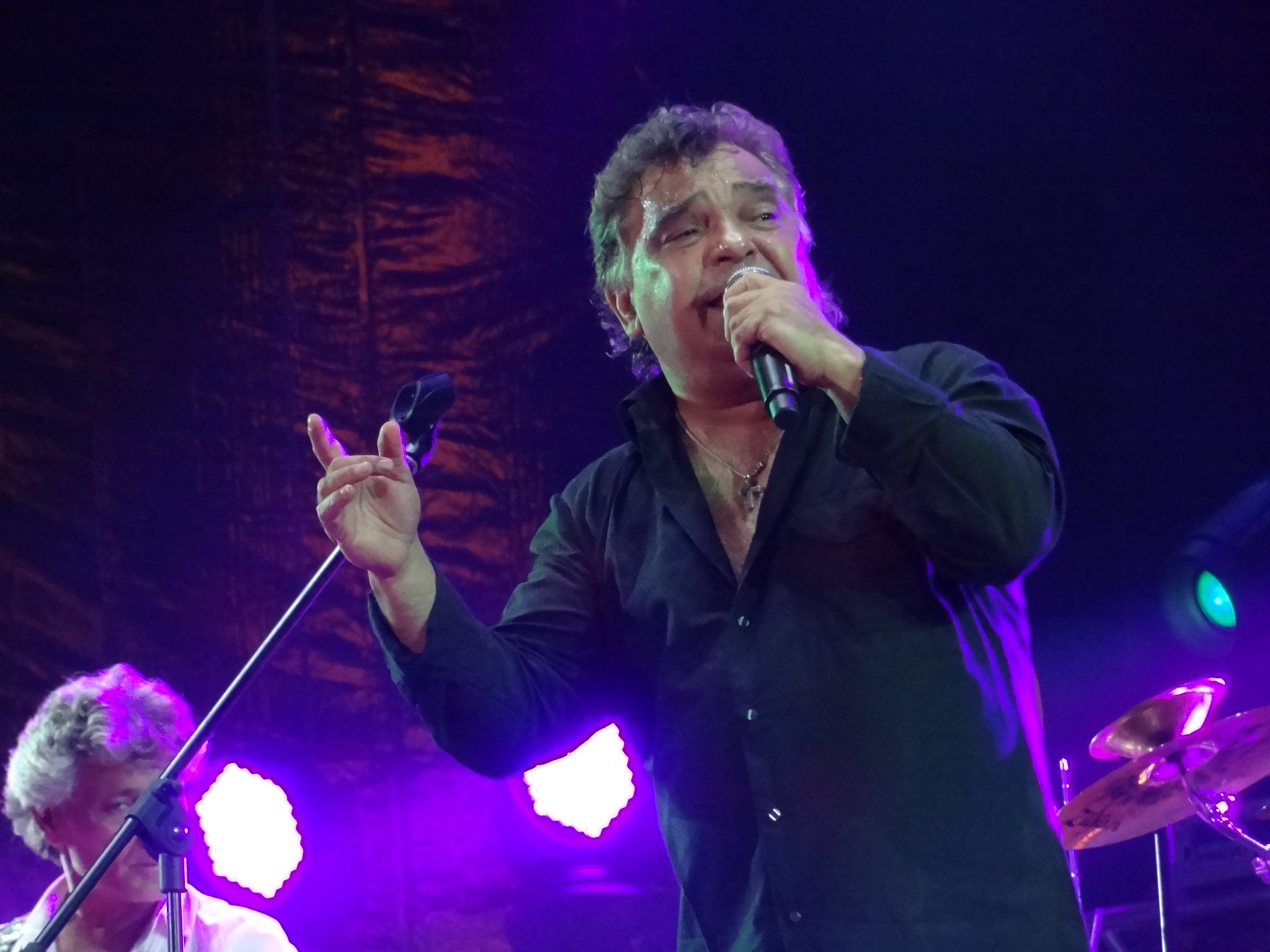
Nicolas Reyes, 2012

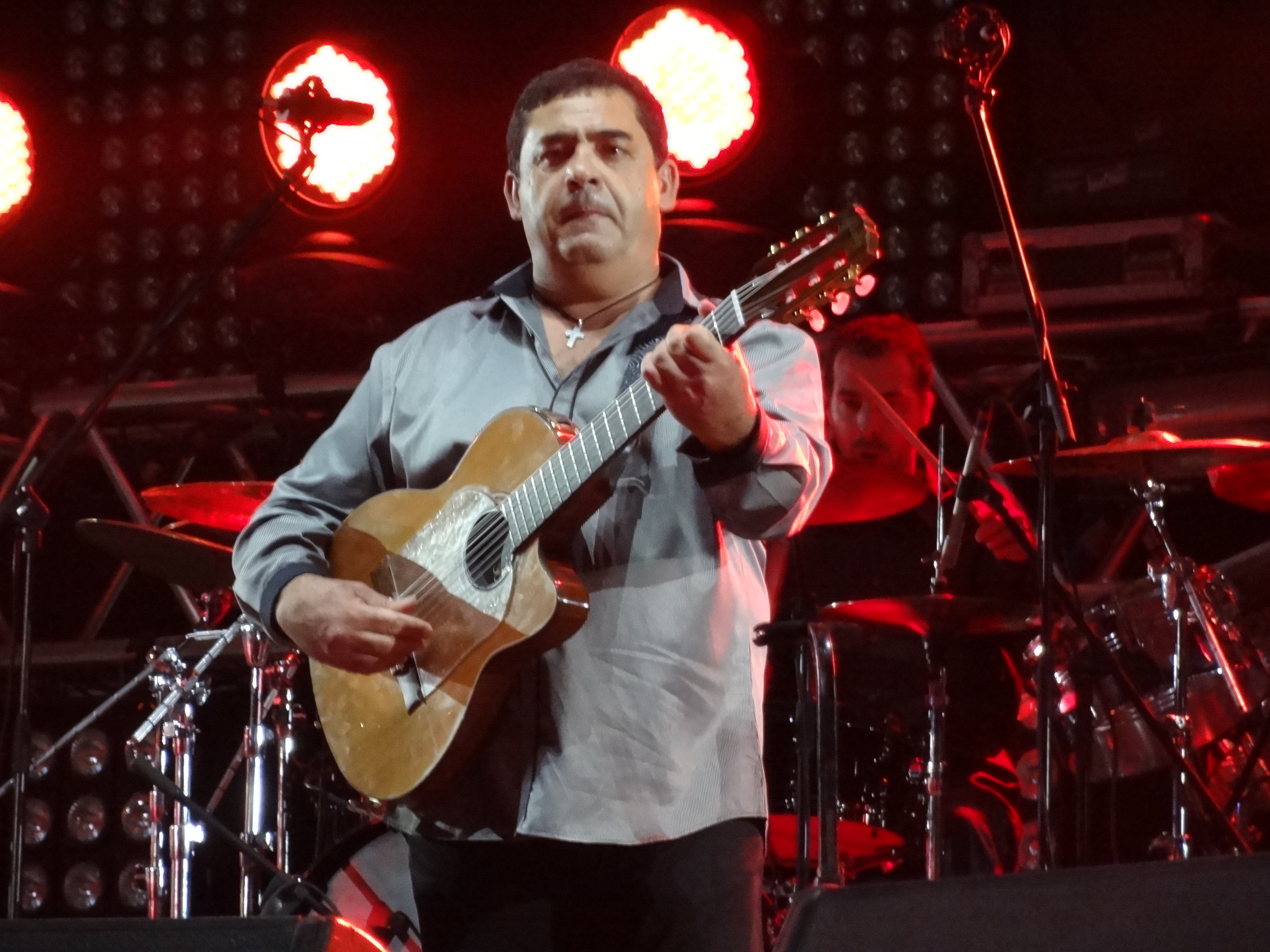
Tonino Baliardo, 2012

Підтримані успіхом, «Los Reyes» випустили два альбоми, але вони пройшли непоміченими, і команда повернулася до естради. Вони успішно виступали на міських гулянках, весіллях, і просто перед публікою. Групу тим часом перейменували на «Gipsy Kings» (з англійської — «циганські королі»). Брати залишалися вірні циганському фламенко, з віртуозним акомпанементом гітар всіх членів групи, серед яких по-особливому виділялися дві зірки — гітара Тоні Бальярдо і голос Ніколаса Реєса.
1986 року музиканти зійшлися з Клодом Мартінесом, який продюсував молоді гурти, і завдяки йому досягли світової популярності.

## Дискографія
- Allegria (1982)
- Luna de Fuego (1983)
- Gipsy Kings (1987)
- Caravan to Midnight — Großbritannien — live (1988)
- Mosaïque (1989)
- Allegria — USA (1990)
- Luna de Fuego — USA (1990)
- Este Mundo (1991)
- Live (1992)
- Love & Liberté (1993)
- Compas (1994)
- Greatest Hits (1994)
- Sorpresa de Navidad — Italien — live (1994)
- Estrellas (1995)
- The Best of (1995)
- Love Songs (1996)
- Tierra Gitana — USA (1996)
- Volare — the very best of the … (1999)
- Somos Gitanos (2001)
- Rare & Unplugged (2003)
- Roots (2004)
- Pasajero (2006)

## Ресурси інтеренету
- www.GipsyKings.com [Архівовано 24 лютого 2011 у Wayback Machine.]
- muslib.ru про Gipsy Kings
- NoneSuch Records про Gipsy Kings
- www.GipsyKings.net [Архівовано 9 травня 2008 у Wayback Machine.]
- Gipsy Kings exclusive video [Архівовано 23 травня 2009 у Wayback Machine.]
- www.CanutReyes.com [Архівовано 20 серпня 2008 у Wayback Machine.]
- Famous Gypsies in Flamenco [Архівовано 2 листопада 2007 у Wayback Machine.]